# Karakumosa
Karakumosa Logunov & Ponomarev, 2020 è un genere di ragni appartenente alla famiglia Lycosidae.

## Distribuzione
Le dieci specie sono state rinvenute in Asia centrale: la specie dall'areale più vasto è la K. shmatkoi, rinvenuta nella Russia europea, in Azerbaigian e Kazakistan.

## Tassonomia
Le caratteristiche di questo genere sono state descritte a seguito dell'analisi di esemplari di K. repetek Logunov & Ponomarev, 2020.
Non sono stati esaminati esemplari di questo genere dal 2021.
Attualmente, a dicembre 2021, si compone di 10 specie:
- Karakumosa alticeps (Kroneberg, 1875) — Kazakistan
- Karakumosa badkhyzica Logunov & Ponomarev, 2020 — Turkmenistan
- Karakumosa gromovi Logunov & Ponomarev, 2020 — Uzbekistan
- Karakumosa medica (Pocock, 1889) — Afghanistan
- Karakumosa repetek Logunov & Ponomarev, 2020[2] — Turkmenistan
- Karakumosa reshetnikovi Logunov & Fomichev, 2021 — Tagikistan
- Karakumosa shmatkoi Logunov & Ponomarev, 2020 — Russia europea, Azerbaigian, Kazakistan
- Karakumosa tashkumyr Logunov & Ponomarev, 2020 — Kirghizistan
- Karakumosa turanica Logunov & Ponomarev, 2020 — Turkmenistan
- Karakumosa zyuzini Logunov & Ponomarev, 2020 — Uzbekistan